# Соя (мыс)
Мыс Со́я (яп. 宗谷岬 Со:я-мисаки) — самая северная точка японского острова Хоккайдо. Административно относится к городу Вакканай в округе Соя. Мыс считается самой северной точкой Японии, что отмечено соответствующим обелиском. В реальности самая северная точка японских территорий находится на маленьком необитаемом острове Бэнтэндзима, расположенном в километре к северо-западу от мыса Соя. В хорошую погоду с мыса через пролив Лаперуза виден мыс Крильон на Сахалине. Южнее мыса Соя расположена гора Поросири, мыс Носяппу, пролив и остров Рисири.
На мысу Соя расположено более десятка различных монументов, включая обелиск на самой северной точке Японии, Башня Молитвы (мемориал погибшим в авиакатастрофе южнокорейского «Боинга», сбитого советским истребителем), Музыкальный Монумент, автоматически проигрывающий песню про мыс Соя, и другие.

## Галерея
- Обелиск, отмечающий самую северную точку Японии
- Башня Молитвы
- Музыкальный Монумент со словами песни «Соя-мисаки»
- Общий вид мыса и очертания Сахалина вдали